# Krími Köztársaság

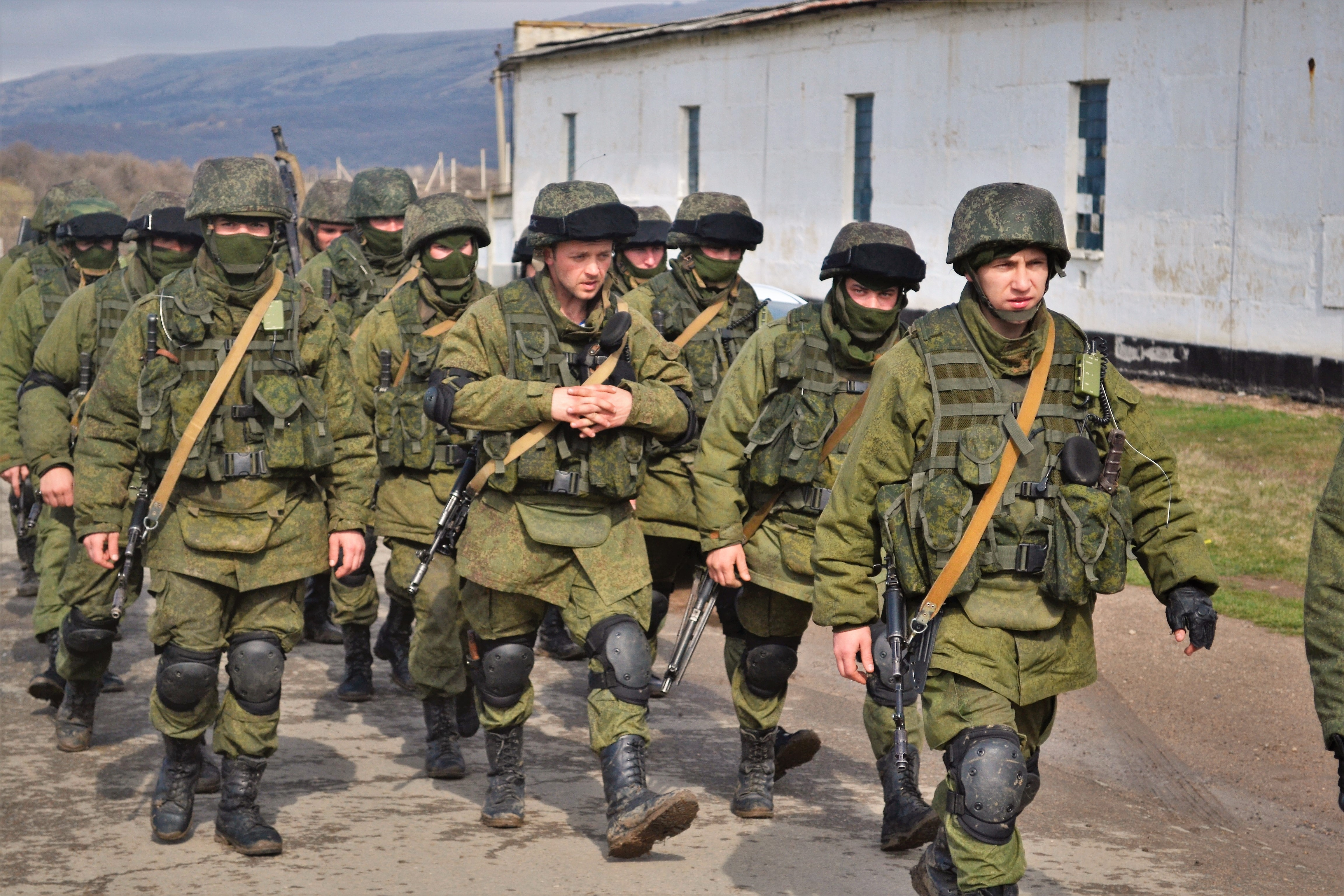
Maszkos katonák vonulnak be Perevalne település mellett található katonai bázisra.

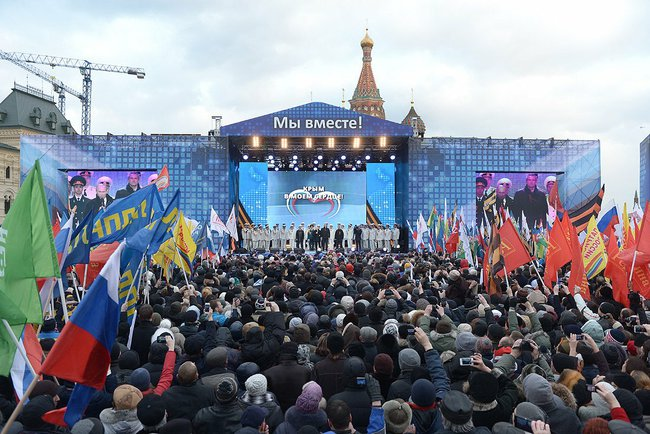
Szimpátiatüntetés a Krím csatlakozásáért Oroszországhoz.

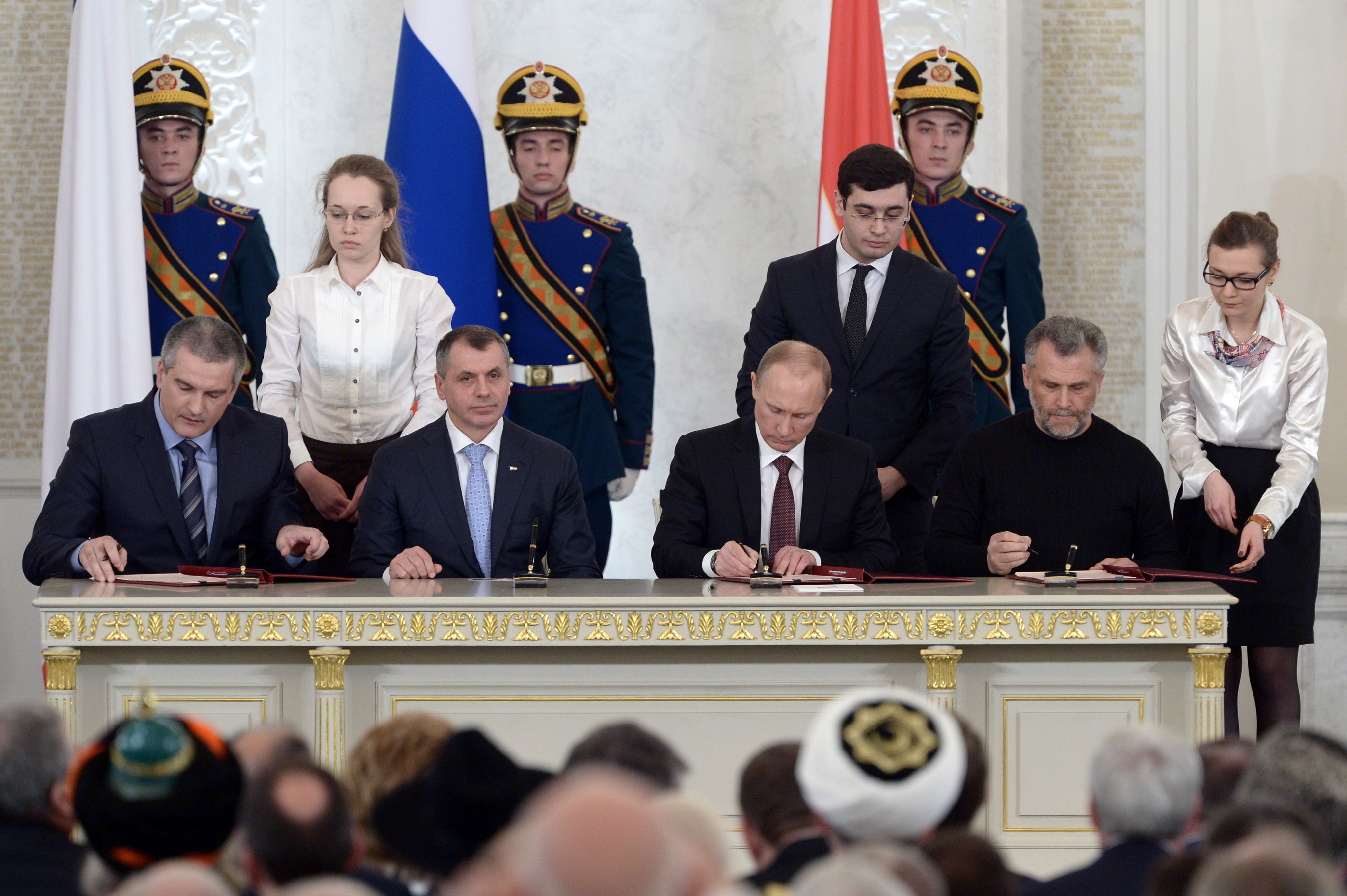
Vlagyimir Putyin a krími vezetőkkel aláírja a megállapodást a Krím egyesüléséről Oroszországgal 2014. március 18-án.

A Krími Köztársaság (oroszul: Республика Крым (átírása Reszpublika Krim), ukránul: Республіка Крим (átírása Reszpublika Krim), krími tatárul: Къырым Джумхуриети / Qırım Cumhuriyeti) Oroszország egyik közigazgatási szubjektuma (köztársaság). A Krími Köztársaság jogállása vitatott, nemzetközileg Ukrajna területeként ismerik el. Függetlenségét 2014. március 11-én deklarálta a Krími Autonóm Köztársaság parlamentje Szimferopolban, a tartomány székhelyén. Vezetői: Volodimir Konsztantinov a Legfelső Tanács elnöke és Szergej Akszjonov miniszterelnök. Csak Oroszország ismerte el az új de facto államot. A Krími Köztársaság március 18-án Szevasztopol városával együtt közigazgatási szubjektumként csatlakozott az Oroszországi Föderációhoz, amely aktust azonban a nemzetközi közösség nem ismer el. A félsziget területe mintegy 27 000 km², lakossága 2021-es adatok szerint körülbelül 2,4 millió fő, népsűrűsége 88 fő/km².
Földrajzilag a Krím-félsziget stratégiai jelentőségű térség, amely földhíddal (Perekopi földszoros) kapcsolódik Ukrajnához. A félsziget változatos tájképpel rendelkezik: északon sík sztyeppék, délen a Krími-hegység, míg a tengerpartokon mediterrán jellegű klíma és dombvidékek jellemzőek. A legmagasabb pontja a Roman-Koszhe hegycsúcs (1545 m). Éghajlata meleg, száraz nyarakkal és enyhe telekkel bír, különösen a déli partokon, ahol szubmediterrán mikroklíma is előfordul. Jelentős folyói közé tartozik a Szalma és a Belbek, de a vízellátás sokáig az Ukrajnából érkező északi Krím-csatornán alapult. A gazdaságban fontos szerepet játszik a mezőgazdaság (szőlő- és gyümölcstermesztés, zöldségtermesztés), az idegenforgalom, valamint a kikötői és hadiipar. A régió a Fekete-tenger egyik turisztikai központja, híres üdülőhelyei közé tartozik Jalta, Szevasztopol és Feodoszija. Szevasztopol – bár külön közigazgatási egység – szintén a félszigeten található, és az orosz Fekete-tengeri flotta fő bázisa.
Krím történelme rendkívül összetett és több kultúra hatását viseli magán. Már az ókorban is lakott volt, görög, szkíta, majd római és bizánci települések létesültek itt. A középkorban a térség a Krími Tatár Kánság fennhatósága alatt állt, amely az Oszmán Birodalom vazallusa volt. A 18. század végén, 1783-ban Oroszország annektálta Krímet, amely ezután fokozatosan oroszosodott. A Szovjetunió idején, 1954-ben Hruscsov pártfőtitkár döntése alapján közigazgatásilag Ukrajnához csatolták, amely ekkor még szintén szovjet tagállam volt. A Szovjetunió összeomlása után Krím Ukrajna része maradt, autonóm köztársaságként, különleges jogállással. 2014-ben az orosz hadsereg jelenlétében megtartott népszavazás nyomán Oroszország bekebelezte a félszigetet. Azóta Krím státusza nemzetközi jogi viták tárgyát képezi. A félszigeten élő lakosság soknemzetiségű: oroszok, ukránok, krími tatárok és más kisebbségek élnek itt, és az utóbbi években jelentős társadalmi és kulturális változások mentek végbe.

## Nevének etimológiája
A Krím elnevezés a mai Sztari Krim történelmi emlékhely kipcsak nevére vezethető vissza, ahol az Arany Horda idején még város állt. A félsziget akkor a nagy horda birodalmának egyik tartománya volt, és innen kormányozták a területet. A neve ekkor Qırım volt. Majd létrejött az önálló Krími Tatár Kánság, de a fővárosa végül Bahcsiszerájba került. Hérodotosz is említi a területet Kremni néven, de a Kremni-Qırım alak hasonlósága ellenére nincs kapcsolat a kipcsak és görög elnevezés között. A Qırım ’sztyeppe, domb’ jelentésű, míg a Kremni a sziklákat takarja.

## Története

### Előzmények
A Krímet az ókor óta folyamatosan lakták különböző népek. Az ókori görögök gyarmatot létesítettek itt, majd germán eredetű gótok uralkodtak a területen. Azután hosszú évszázadokig különböző nomád, ázsiai eredetű csoportok, mint hunok, kazárok, magyarok, besenyők, úzok, kipcsakok és kunok éltek a mai Dél-Ukrajna füves sztyeppéin és a Krím félszigeten is. A 13. században a Mongol Világbirodalom hódította meg, majd az Arany Horda uralta, ennek utódállama lett a Krími Tatár Kánság. A krími tatárok mongol hatás alá került kun-kipcsak népcsoportokból és hozzájuk csapódó más népelemek keveredéséből születtek. Az ő államuk a 18. századig fennállt, igaz 1475-től elismerte hűbérurának az Oszmán Birodalmat. Az oszmán-törököknek az oroszoktól elszenvedett súlyos vereségeik hatására a Krím feletti befolyásuk is csökkent. Az oroszok a 18. században annektálták a krími tatárok területeit, ahová elsősorban orosz telepesek tömegeit hozták, de települtek ukránok is a déli régiókba. Mindazonáltal a Krím vitathatatlanul eloroszosodott, és a tatárok kisebbségbe kerültek. A Krím sokáig nem Ukrajna része volt, hanem Oroszországhoz tartozott. A Szovjet-Oroszországban autonóm köztársaságot szerveztek a területén.
1954-ben Nyikita Hruscsov önkényesen odaajándékozta az ukrán tagköztársaságnak a perejaszlavi szerződés 300. évfordulóján (mivel 1654. január 18-án a lengyel király ellen lázadó kozákok és ukránok ebben a szerződésben mondták ki, hogy az orosz cárt ismerik el uruknak, Ukrajnát pedig Oroszországhoz kötik). Így ezt Hruscsov az ukrán nép iránti hálából tette, amiért Oroszországnak fogadtak hűséget.
1992-ben, Ukrajna függetlenné válása után az orosz többségű félszigeten autonóm köztársaságot alapítottak, amely 2014-ig fennállt az ukrán állam keretein belül, annak ellenére, hogy az oroszok mindvégig orosz területnek tartották.

### A Krími Köztársaság létrejötte
A Krím orosz többségű terület Ukrajnában, kis részt lakják csak ukránok és őslakos tatárok. Ukrajnában 2013 végétől a Viktor Janukovics vezette oroszbarát kormányzati irány ellen széles körű tiltakozás bontakozott ki, ami februárban valóságos felkelés keretében elsöpörte a kormányt és új vezetők kerültek hatalomra, illetve a bebörtönzött egykori kormányfő, Julija Timosenko is kiszabadult. Erre válaszul az orosz hadsereg mozgósítást rendelt el, és azonosítójel nélküli katonai egységek szállták meg a Krím félszigetet az ottani orosz fekete-tengeri bázisokon keresztül. Az akcióban a helyi orosz lakosság részt vett. Velük szemben az ukrán katonai egységek szinte semmilyen ellenállást nem tanúsítottak, így március közepére a Krím gyakorlatilag teljesen orosz ellenőrzés alá került.
A szimferopoli parlament döntését megelőzően Szevasztopol már február 24-én de facto kinyilvánította elszakadását Ukrajnától, illetve csatlakozási igényét az Oroszországi Föderációhoz. A krími köztársaság vezetőinek is távolabbi tervei között szerepel a függetlenség kinyilvánítása után az egyesülés Oroszországgal. Erről március 16-án népszavazást tartottak, amelyen a külföldi megfigyelők több szabálytalanságot is észleltek, így azt, hogy orosz állampolgárságú személyek is szavaztak. A népszavazást az ukránok és a krími tatárok bojkottálták, ennek ellenére megszületett az eredmény: a szavazók 96,77%-a az elszakadás és az Oroszországi Föderációhoz való csatlakozás mellett döntött.
Vlagyimir Putyin a Krím és Oroszország összeköttetését biztosítandó hidat épített a Kercsi-szoroson át. Többször kijelentette továbbá, hogy kész fellépni az ukrajnai nacionalizmus ellen, ami ott élő orosz ajkú embereket fenyeget.
A függetlenségi nyilatkozatot követő néhány órán belül Moszkva már el is ismerte a Krími Köztársaságot, azzal érvelve, hogy a nemzetközi joggal is összeegyeztethető a szimferopoli parlament lépése. A népszavazást követően már másnap csatlakozási kérelmet nyújthat be a szimferopoli parlament az Oroszországi Föderációnál.
Március 12-én Olekszandr Turcsinov ideiglenes ukrán kormányfő visszavonulást rendelt el és feladta a Krím félszigetet. Állítása szerint a leginkább veszélyeztetett keleti orosz-ukrán határra kíván összpontosítani. Még a népszavazás alatt mozgósításra adott parancsot az ukrán hadsereg a keleti országrészben, ahol újbóli zavargások robbantak ki. Kijev új haderőként nemzeti gárda toborzásába fogott bele.
Az ukrán és tatár kisebbség heves nem tetszésének adott már korábban is hangot az egyoldalú orosz lépéseknek, s míg Ukrajna más területein megszűntek a korábbi zavargások, addig a krízis a Krím területén folytatódik tovább. A zavargások és tüntetések ideje alatt, míg Janukovics hatalmon volt, felmerült, hogy a nyugati ukrán területek nyilvánítanák ki egyoldalú elszakadásukat, hogy így csatlakozhassanak az Európai Unióhoz. Ugyanakkor nemcsak a Krím az egyetlen terület, ahol elszakadási törekvésekkel kell számolni. Kelet-Ukrajnában is nagyszámú orosz lakosság él, illetve számos ottani ukrán oroszbarát érzelmű. Donyeckben és Harkivban is vannak olyan csoportok, amely a térség elszakadását óhajtják Ukrajnától és csatlakozni akarnak Oroszországhoz. Felmerült továbbá újabban Kárpátalja, vagy a déli területek autonómiája, illetve elszakadása is, előbbi esetében már a 90-es évek elején szerettek volna ott is egy Krímhez hasonló autonóm területet kialakítani, sikertelenül.[forrás?]
A népszavazást követően ismét felizzani látszanak az ellentétek, amelyet jól tükröz az is, hogy Donyeckban orosz-barát elemek elfoglalták az ottani ügyészség épületét, követelve, hogy a krími példát itt is kövessék és csatlakozzanak Oroszországhoz. Ukrajnában szintén fenyegetőznek egyes szélsőséges elemek, hogy saját maguk készek harcot kezdeményezni az oroszok és az orosz-barát csoportok ellen, így a Jobboldali Szektor elnevezésű radikális szervezet kijelentette, hogy kész robbantásos merényletet végrehajtani az Ukrajnán áthaladó orosz gáz- és olajvezetékek ellen.
Az új ukrán vezetést a nyugati országok és az Amerikai Egyesült Államok támogatják, amelyek Ukrajna területi egysége mellett teszik le voksukat és az orosz fellépést agressziónak minősítik.
A Krími Köztársaság egyoldalú megalakulására egyes források szerint Koszovó teremtett precedenst, sőt az orosz külügyminisztérium nyilatkozatában hivatkozott is a Hágai Nemzetközi Bíróságnak Koszovó ügyében ismertetett ajánlására, amely szerint az egyoldalú deklaráció nem sérti a nemzetközi jogot. Oroszország máig nem ismeri el Koszovó függetlenségét, s többen úgy vélték, hogy ellenlépésként ismerte el Abháziát illetve Dél-Oszétiát is. Felmerült még a kárpátaljai ruszinok támogatása is a narancsos forradalom idején. Miután exit poll adatokat közölt a krími népszavazás eredményéről, az Európai Unió és Washington kijelentette, a népszavazás eredményét nem tekinti legálisnak. Ezzel egy időben a magyar külügyminisztérium is kijelentette, hogy a népszavazás illegitim és szabálytalan.
Március 17-én Oroszország elnöki rendeletben elismerte az új állam függetlenségét.

### A krími népszavazás és a válság elmélyülése
Március 18-án aláírták a Krím Oroszországhoz való csatlakozására előterjesztett kérelmet, amelyet a Nyugat továbbra sem fogad el. Az elszakadás kinyilvánítása után már erőszakos cselekményekre került sor és az első jelentések is halálos áldozatokról számolnak be. Oroszországban a Krím csatlakozását nagy tömegek ünnepelték. Putyin egy történelmi hiba kijavításaként értékelte az eseményt, amellyel egy vitathatatlanul is orosz területnek számító régiót szereztek vissza, s egyben közölte nincs további területi igénye Ukrajnával szemben. Ezzel szemben Jacenyuk miniszterelnök bejelentette, hogy ezzel az Ukrajna és Oroszország közötti feszült viszony a katonai fázisba lépett és jelenleg is zajlik az új ukrán haderő felállítása.
A válság további mélyülését jelzi, hogy a kelet-ukrajnai oroszok, a krími események hatása alatt folytatták tiltakozó megmozdulásaikat Kijev ellen, majd április 7-én egyes csoportok a Donecki területen fegyverekhez is jutottak, sőt krími mintára a régió központjának számító Doneckben bejelentették a Donyecki Népköztársaság megalakulását is. Egy héttel később Kelet-Ukrajnában fegyveres felkelés kezdődött, amit az ukrán belbiztonsági és katonai erők nem tudtak felszámolni. Vlagyimir Putyin, az évenként tartott televíziós műsorában, az Egyenes Vonalban, ahol betelefonáló civileket hallgat meg, az egyik kérdezőnek felelve elismerte, hogy a Krím félszigetet valóban az orosz hadsereg és nem egyszerű önkéntesek szállták meg februárban.

## Népesség
| Lakosok száma | 1 891 465 | 1 895 915 | 1 908 322 | 1 912 168 | 1 913 731 | 1 911 818 | 1 912 622 | 1 934 630 | 1 896 393 |
|               | 2014      | 2015      | 2016      | 2017      | 2018      | 2019      | 2020      | 2021      | 2022      |

## Államszervezet, közigazgatás
A Krím törvényhozó testülete a 100 fős Krími Állami Tanács. A végrehajtó hatalmat a Miniszterek Tanácsa alkotja. A Legfelső Tanács és a Miniszterek Tanácsa hozza az állam törvényeit, illetve határozza meg az állam alkotmányát, illetőleg hoz rendszeres döntéseket. Az igazságszolgáltató testületet a bíróságok alkotják. Saját parlamentje van a krími tatároknak is, képviseletet is biztosítanak számukra a krími parlamentben, de tényleges beleszólásuk az állam irányításába nincs.

### Adminisztratív régiói
A Krími Köztársaság 14 járásra (район / район / rayonı) és 11 városi terület (городской округ / міський округ / şeer bölgesi) oszlik. Egy-egy ilyen városi területhez más települések is kapcsolódnak.
| Térkép- kód | Rajonok és településközpontok (orosz / ukrán / krími tatár név)                                                                    | Székhely                                                                 |
| ----------- | --- | ------------------------------------------------------------------------ |
| 1           | Bahcsiszaraji járás(Бахчисарайский район / Бахчисарайський район / Bağçasaray rayonı)                                              | Bahcsiszaraj (Бахчисарай / Бахчисарай / Bağçasaray)                      |
| 2           | Belogorszki járás (Белогорский район / Білогірський район / Qarasuvbazar rayonı)                                                   | Belogorszk (Белогорск / Білогірськ / Qarasuvbazar)                       |
| 3           | Dzsankoji járás (Джанкойский район / Джанкойський район / Canköy rayonı)                                                           | Dzsankoj (Джанкой / Джанкой / Canköy)                                    |
| 4           | Kirovszkojei járás (Кировский район / Кіровський район / İslâm Terek rayonı)                                                       | Kirovszkoje (Кировское / Кіровське / İslâm Terek)                        |
| 5           | Krasznogvargyejszkojei járás (Красногвардейский район / Красногвардійський район / Qurman rayonı)                                  | Krasznogvargyejszkoje (Красногвардейское / Красногвардійське / Qurman)   |
| 6           | Krasznoperekopszki járás (Красноперекопский район / Красноперекопський район / Krasnoperekopsk rayonı)                             | Krasznoperekopszk (Красноперекопск / Красноперекопськ / Krasnoperekopsk) |
| 7           | Lenyinói járás (Ленинский район / Ленінський район / Yedi Quyu rayonı)                                                             | Lenyino (Ленино / Леніне / Yedi Quyu)                                    |
| 8           | Nyizsnyegorszkiji járás (Нижнегорский район / Нижньогірський район / Seyitler rayonı)                                              | Nyizsnyegorszkij (Нижнегорский / Нижньогірський / Seyitler)              |
| 9           | Pervomajszkojei járás (Первомайский район / Первомайський район / Curçı rayonı)                                                    | Pervomajszkoje (Первомайское / Первомайське / Curçı)                     |
| 10          | Razdolnojei járás (Раздольненский район / Роздольненський район / Aqşeyh rayonı)                                                   | Razdolnoje (Раздольное / Роздольне / Aqşeyh)                             |
| 11          | Szaki járás (Сакский район / Сакський район / Saq rayonı)                                                                          | Szaki (Саки / Саки / Saq)                                                |
| 12          | Szimferopoli járás (Симферопольский район / Сімферопольський район / Aqmescit rayonı)                                              | Szimferopol (Симферополь / Сімферополь / Aqmescit)                       |
| 13          | Szovjetszkiji járás (Советский район / Совєтський район / İçki rayonı)                                                             | Szovetszkij (Советский / Совєтський / İçki)                              |
| 14          | Csernomorszkoje járás (Черноморский район / Чорноморський район / Aqmeçit rayonı)                                                  | Csernomorszkoje (Черноморское / Чорноморське / Aqmeçit)                  |
| 15          | Alusta városi terület (городской округ Алушта / міський округ Алушта / Aluşta şeer bölgesi)                                        | Alusta (Алушта / Алушта / Aluşta)                                        |
| 16          | Armjanszk városi terület (городской округ Армянск / міський округ Армянськ / Ermeni Bazar şeer bölgesi)                            | Armjanszk (Армянск / Армянськ / Ermeni Bazar)                            |
| 17          | Dzsankoj városi terület (городской округ Джанкой / міський округ Джанкой / Canköy şeer bölgesi)                                    | Dzsankoj (Джанкой / Джанкой / Canköy)                                    |
| 18          | Jevpatorija városi terület (городской округ Евпатория / міський округ Євпаторія / Kezlev şeer bölgesi)                             | Jevpatorija (Евпатория / Євпаторія / Kezlev)                             |
| 19          | Kercs városi terület (городской округ Керчь / міський округ Керч / Keriç şeer bölgesi)                                             | Kercs (Керчь / Керч / Keriç)                                             |
| 20          | Krasznoperekopszk városi terület (городской округ Красноперекопск / міський округ Краснопереко́пськ / Krasnoperekopsk şeer bölgesi) | Krasznoperekopszk (Красноперекопск / Краснопереко́пськ / Krasnoperekopsk) |
| 21          | Szaki városi terület (городской округ Саки / міський округ Саки / Saq şeer bölgesi)                                                | Szaki (Саки / Саки / Saq)                                                |
| 22          | Szimferopol városi terület (городской округ Симферополь / міський округ Сімферополь / Aqmescit şeer bölgesi)                       | Szimferopol (Симферополь / Сімферополь / Aqmescit)                       |
| 23          | Szudak városi terület (городской округ Судак / міський округ Судак / Sudaq şeer bölgesi)                                           | Szudak (Судак / Судак / Sudaq)                                           |
| 24          | Feodoszija városi terület (городской округ Феодосия / міський округ Феодосія / Kefe şeer bölgesi)                                  | Feodoszija (Феодосия / Феодосія / Kefe)                                  |
| 25          | Jalta városi terület (городской округ Ялта / міський округ Ялта / Yalta şeer bölgesi)                                              | Jalta (Ялта / Ялта / Yalta)                                              |

A félsziget délnyugati szélén elhelyezkedő (a térképen fehérrel jelölt) Szevasztopol ugyan a Krím félszigeten fekszik, de nem része a Krími Köztársaságnak, mert Moszkvához és Szentpétervárhoz hasonlóan szövetségi jelentőségű várossá nyilvánították az Orosz Föderáción belül.
A legnagyobb városok: Szimferopol (362,366 fő), Kercs (145,319), Jevpatorija (106,840), Jalta (78,040), Feodoszija (69,786), Dzsankoj (35,700), Krasznoperekopszk (29,700), Alusta (28,418), Bahcsiszaraj (26,482), Armjanszk (22,468).

## Turizmus

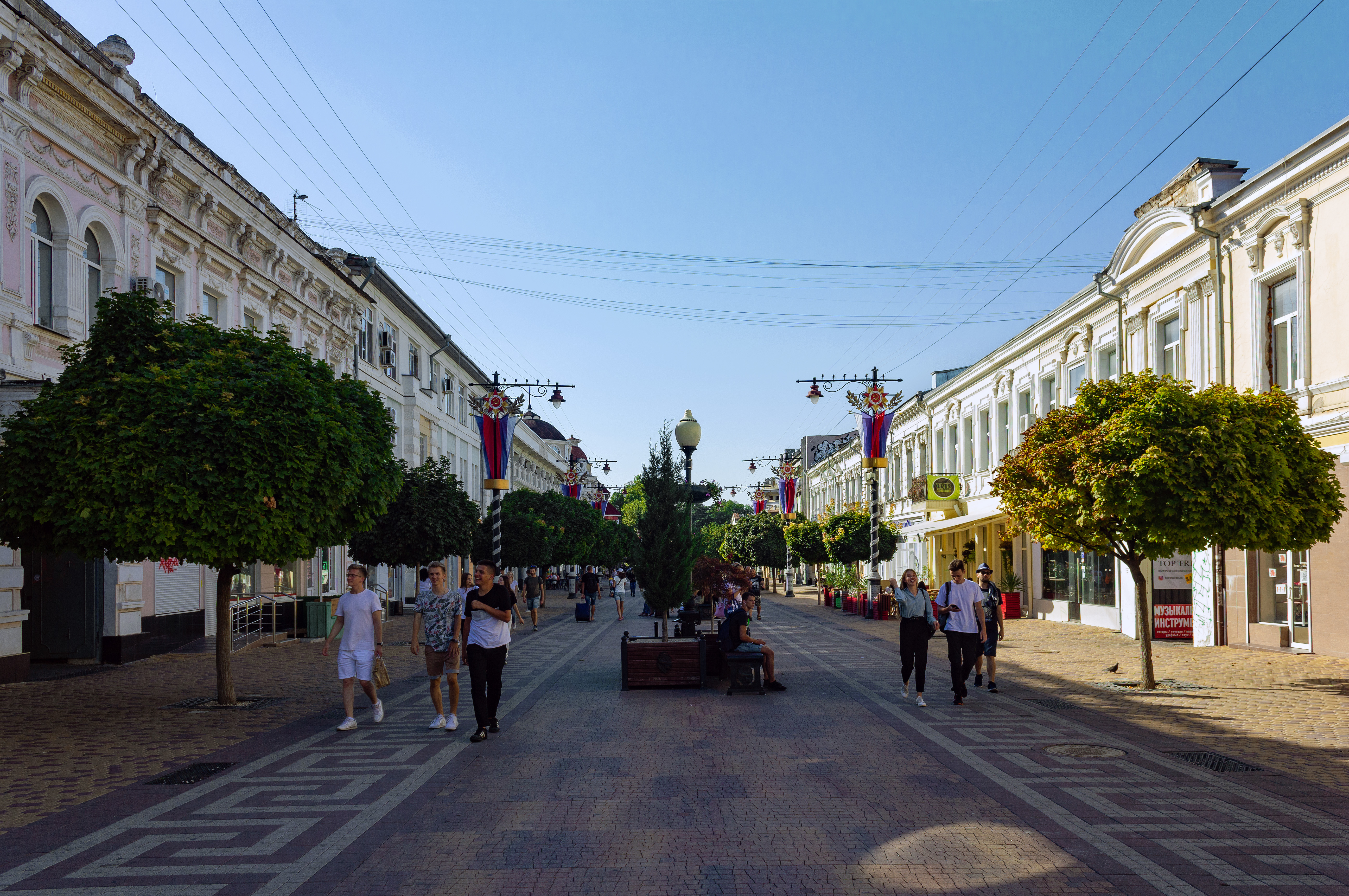
Szimferopol, a székhely
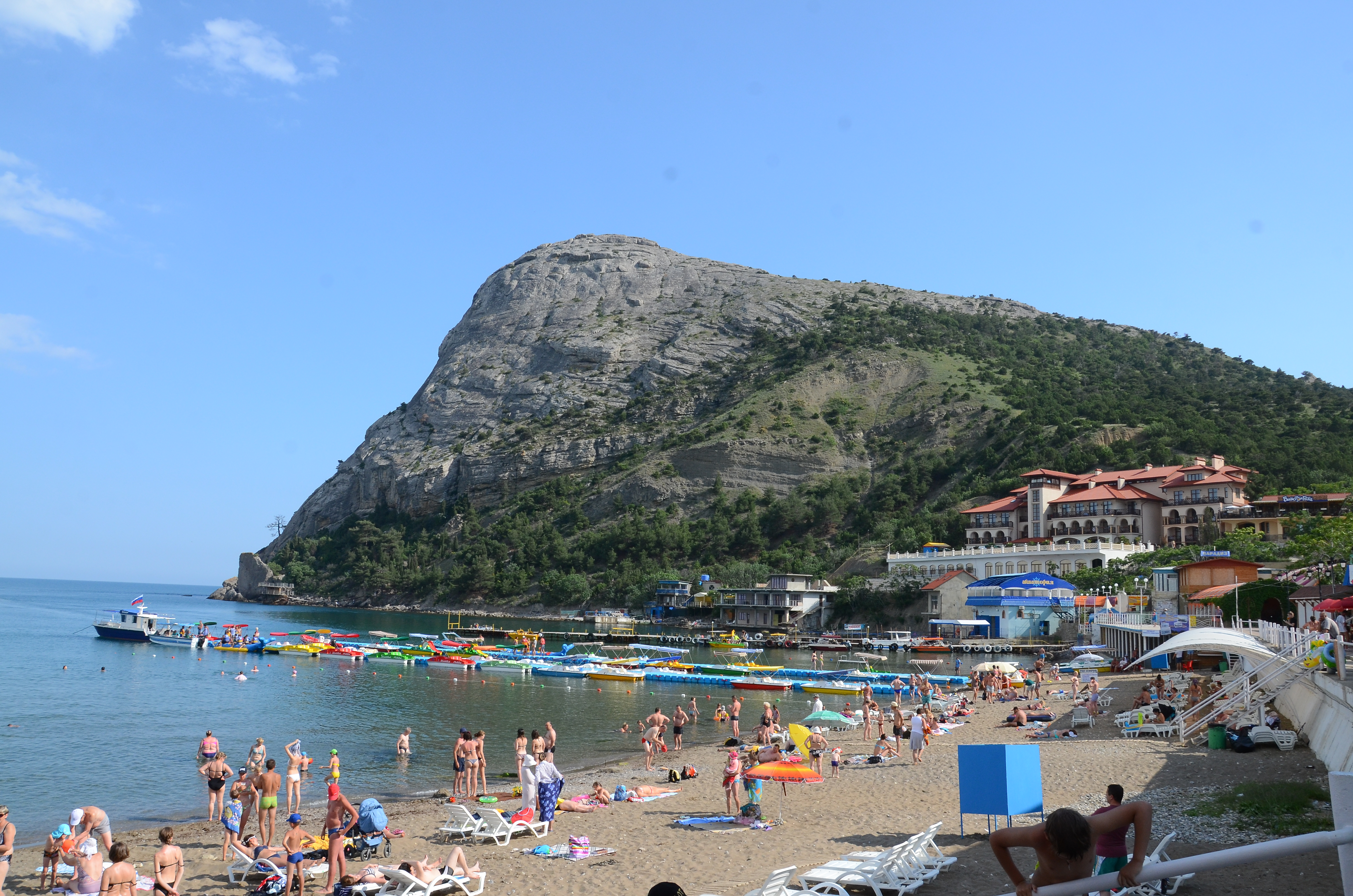
A tengerparti strand
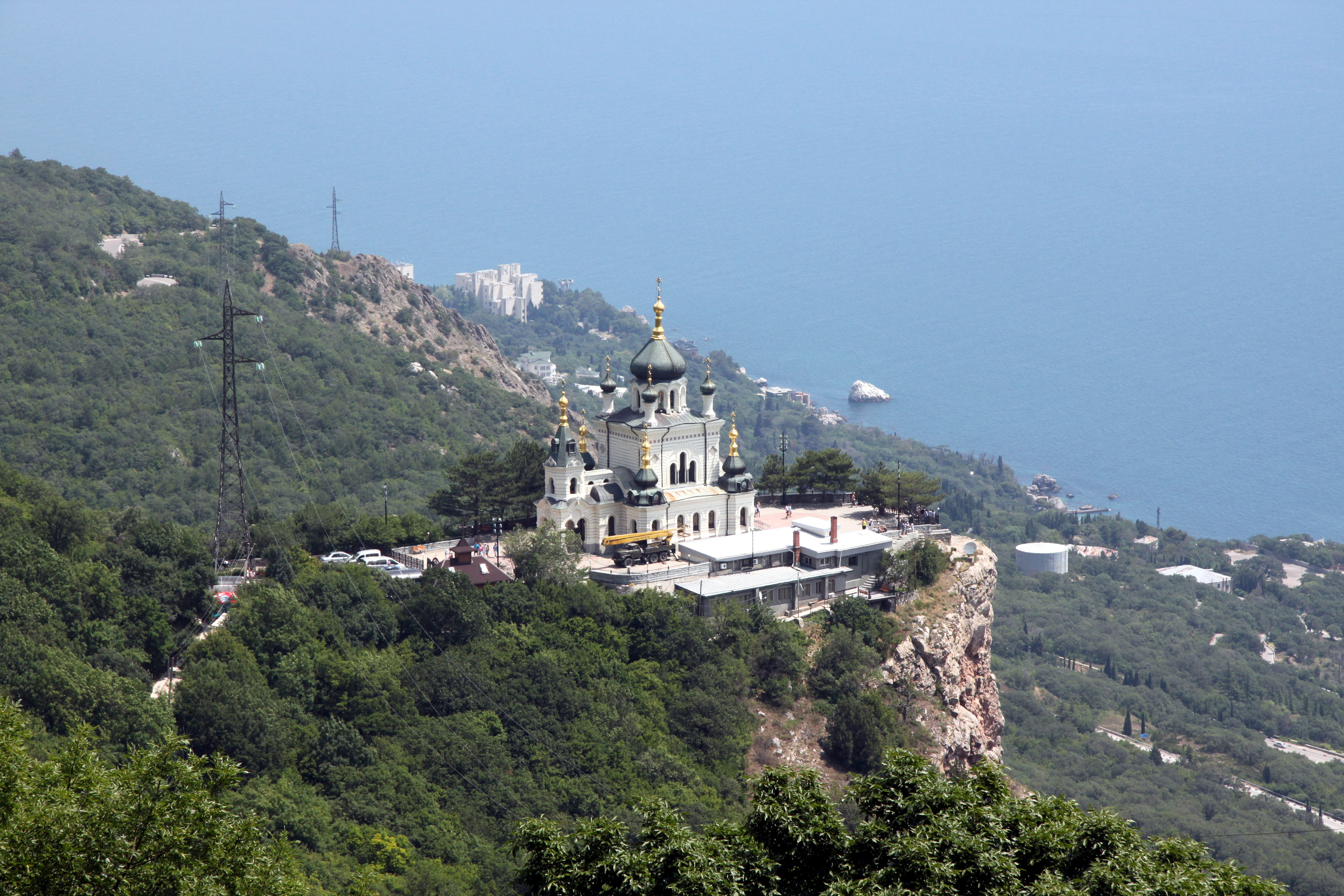
Krisztus feltámadásának-templom Jalta közelében